# Eurithia albiceps
Eurithia albiceps là một loài ruồi trong họ Tachinidae.